# Structure de Hodge
En mathématiques, une structure de Hodge, du nom de William Hodge, vise à généraliser les données issues de la théorie de Hodge dans le cas d'une variété kählérienne lisse et compacte. Les structures de Hodge ont été généralisées à toutes les variétés complexes (même singulières et incomplètes) sous la forme de structures de Hodge mixtes (en), définies par (Deligne 1970). Une variation de structure de Hodge est une famille de structures de Hodge paramétrées par une variété, étudiée pour la première fois par (Griffiths 1968). Tous ces concepts ont ensuite été généralisés aux modules de Hodge mixtes sur des variétés complexes par (Saito 1989).

## Structures de Hodge
Une structure de Hodge pure de poids entier n est la donnée d'un groupe abélien {\displaystyle H_{\mathbb {Z} }} et d'une décomposition de sa complexification H en une somme directe de sous-espaces complexes {\displaystyle H^{p,q}}, où {\displaystyle p+q=n}, avec la propriété que le complexe conjugué de {\displaystyle H^{p,q}} est {\displaystyle H^{q,p}} :
{\displaystyle H:=H_{\mathbb {Z} }\otimes _{\mathbb {Z} }\mathbb {C} =\bigoplus \nolimits _{p+q=n}H^{p,q},}
{\displaystyle {\overline {H^{p,q}}}=H^{q,p}.}
Une définition équivalente est obtenue en remplaçant la décomposition en somme directe de H par la filtration de Hodge, une filtration finie décroissante de H par des sous-espaces complexes {\displaystyle F^{p}H(p\in \mathbb {Z} ),} avec la condition
{\displaystyle \forall p,q\ :\ p+q=n+1,\qquad F^{p}H\cap {\overline {F^{q}H}}=0\quad {\text{ et}}\quad F^{p}H\oplus {\overline {F^{q}H}}=H.}
La relation entre ces deux descriptions est donnée par :
{\displaystyle H^{p,q}=F^{p}H\cap {\overline {F^{q}H}},}
{\displaystyle F^{p}H=\bigoplus \nolimits _{i\geq p}H^{i,n-i}.}
Par exemple, si X est une variété kählérienne compacte, {\displaystyle H_{\mathbb {Z} }=H^{n}(X,\mathbb {Z} )} est le n-ième groupe de cohomologie de X à coefficients entiers, alors {\displaystyle H=H^{n}(X,\mathbb {C} )} est son n-ième groupe de cohomologie à coefficients complexes et la théorie de Hodge fournit la décomposition de H en une somme directe comme ci-dessus, de sorte que ces données définissent une structure de Hodge pure de poids n.
Pour les applications en géométrie algébrique, à savoir la classification des variétés projectives complexes par leurs périodes, l'ensemble de toutes les structures de Hodge de poids n sur {\displaystyle H_{\mathbb {Z} }} est trop grossier. On précise une donnée supplémentaire.
Une structure de Hodge polarisée de poids n est constituée d'une structure de Hodge {\displaystyle (H_{\mathbb {Z} },H^{p,q})} et d'une forme bilinéaire entière non dégénérée Q sur {\displaystyle H_{\mathbb {Z} }} (polarisation), qui s'étend à H par linéarité, et satisfaisant :
{\displaystyle {\begin{aligned}Q(\varphi ,\psi )&=(-1)^{n}Q(\psi ,\varphi );\\Q(\varphi ,\psi )&=0&&{\text{ pour }}\varphi \in H^{p,q},\psi \in H^{p',q'},p\neq q';\\i^{p-q}Q\left(\varphi ,{\bar {\varphi }}\right)&>0&&{\text{ pour }}\varphi \in H^{p,q},\ \varphi \neq 0.\end{aligned}}}
En termes de filtration de Hodge, ces conditions impliquent que
{\displaystyle {\begin{aligned}Q\left(F^{p},F^{n-p+1}\right)&=0,\\Q\left(C\varphi ,{\bar {\varphi }}\right)&>0&&{\text{ pour  }}\varphi \neq 0,\end{aligned}}}
où C est l'opérateur de Weil sur H, donné par {\displaystyle C=i^{p-q}} sur {\displaystyle H^{p,q}}.

## Variation de structure de Hodge
Une variation de structure de Hodge (Griffiths 1968, Griffiths 1968a, Griffiths 1970) est une famille de structure de Hodge paramétrisée par une variété complexe X. C'est la donnée d'un faisceau en groupes localement constant S de type fini sur X, ainsi qu'une filtration de Hodge décroissante F sur S⊗OX, telle que :
- la filtration induise une structure de Hodge de poids n sur S ;
- (transversalité de Griffiths) la connexion naturelle de S⊗OX envoie {\displaystyle F^{n}} dans {\displaystyle F^{n-1}\otimes \Omega _{X}^{1}.}

La « connexion naturelle » de S⊗OX induit par les connexions plates sur S et d sur OX, et  OX est le faisceau holomorphe structural X, et {\displaystyle \Omega _{X}^{1}} est le faisceau des 1-formes sur X. Cette connexion plate est la connexion de Gauss-Manin ∇ et peut être décrite à l'aide des équations de Picard–Fuchs.